# María del Mar Blanco Garrido
María del Mar Blanco Garrido   (Ermua i Biscaia, 29 de març de 1974) és una política  espanyola del Partit Popular, actual diputada al Congrés dels Diputats per la  circumscripció de Madrid.
Germana de Miguel Ángel Blanco, regidor del Partit Popular assassinat per Euskadi Ta Askatasuna el 1997, en l'actualitat és la presidenta de la Fundació Víctimes del Terrorisme, de la Fundació Miguel Ángel Blanco i membre del comitè executiu nacional del PP. Va ser diputada al Parlament Basc entre 2009 i 2012.